# Dorfkirche Lüsse

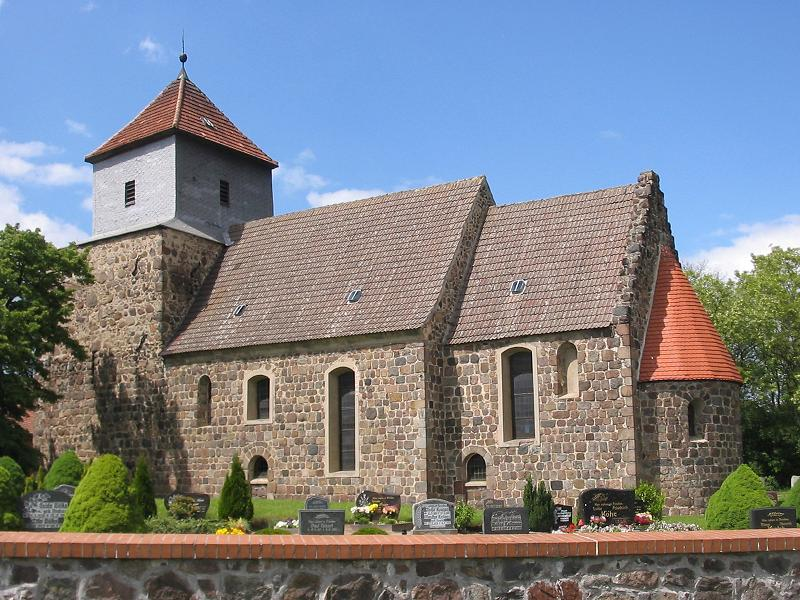
Dorfkirche Lüsse

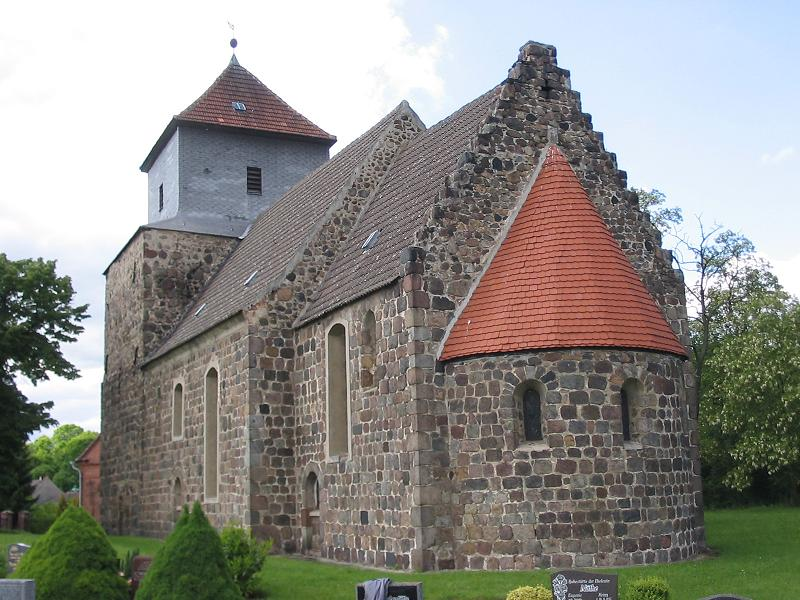
Südostansicht

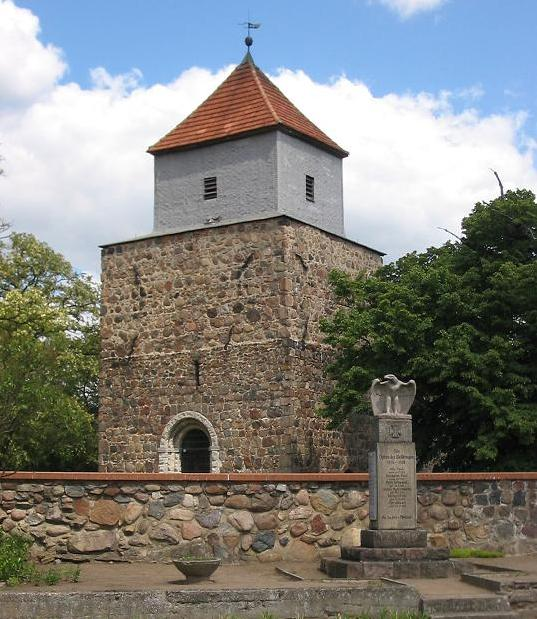
Südwestansicht

Die evangelische Dorfkirche Lüsse ist eine romanische Feldsteinkirche im Ortsteil Lüsse von Bad Belzig im Landkreis Potsdam-Mittelmark in Brandenburg. Sie gehört zur Kirchengemeinde Mörz im Kirchenkreis Mittelmark-Brandenburg der Evangelischen Kirche Berlin-Brandenburg-Schlesische Oberlausitz.

## Geschichte und Architektur
Der spätromanische Feldsteinbau steht auf einem leicht erhöhten Platz am Nordrand des Dorfes. Um die evangelische Kirche gruppieren sich die Gräber des Friedhofs und ein alter, hoher Baumbestand. Eine Feldsteinmauer umfasst einen großen Teil des Platzes. Die vollständige Anlage hat einen vierteiligen Grundriss mit Turm, Schiff, eingezogenem Chor und Apsis. Außergewöhnlich ist der Turm, der als Westquerturm in voller Schiffsbreite angelegt ist und mit seinem verjüngten, fast quadratischen oberen Glockenteil wie der Turm einer Burg anmutet.
Während die Grundanlage von Apsis, Chor und östlichem Schiff aus einer ersten Bauphase der ersten Hälfte des 13. Jahrhunderts stammen, folgte der Ausbau des Schiffes und die Hochmauerung in einer zweiten Phase wahrscheinlich gleich im Anschluss. Der wuchtige Turm ist ein späterer Anbau aus dem 15. Jahrhundert, sein Oberteil datiert aus dem beginnenden 16. Jahrhundert. 1819 brannte der Turm nach einem Blitzschlag ab und wurde 1821/22 wieder aufgebaut – die Windfahne trägt entsprechend die Jahreszahl 1821. Größere Renovierungen erfolgten 1905, bei der unter anderem das Turmportal die eindrucksvolle Einfassung mit Rüdersdorfer Kalksteinen erhielt. 1973 bekam der obere Turmaufsatz seine heutige glatte Verkleidung, da der Fachwerkaufsatz von 1821/22 ersetzt werden musste.
Die großen Fenster auf den beiden Seiten des Kirchenschiffs sind segmentbogig und rundbogig. Die drei Fenster der Apsis sind gleichfalls rundbogig und laut Engeser/Stehr noch ursprünglich. Ein Halbkegeldach mit Biberschwanzziegeln deckt die Apsis, während der Abschluss von Chor und Schiff durch Satteldächer mit Doppelfalzziegeln erfolgte – alle drei Dachauflagen stammen aus der zweiten Hälfte des 20. Jahrhunderts.  Ziegel decken auch das Zeltdach des Turms.

## Ausstattung
Der innere Triumphbogen und der Apsisbogen sind rundbogig. Der Chor besitzt ein rippenloses gotisches Sterngewölbe. Die reiche und ornamentale Ausmalung des Innenraums erfolgte bei der Renovierung 1905 und ist im Jugendstil gehalten; sie wurde zwischen 1983 und 1986 erneuert. Dichte pflanzliche Ornamente schmücken die Emporenfelder, während die Brüstungen der Empore und die Wände des Schiffs in einem lichten Grünblau gehalten sind. Ein warmes Rot ziert die Pfeiler der Emporen, das sich in den Tragebalken der flachen Decke fortsetzt. Ein rotes Mäanderband verläuft unter der Schiffsdecke. (Ibbeken 1999) Der hölzerne Altaraufsatz stammt vom Ende des 17. Jahrhunderts und zeigt im Altarblatt zwischen den Säulen ein Gemälde mit dem Abendmahl, das 1877 restauriert wurde. Die Taufschale aus Zinn stammt aus dem Jahr 1712. Bemerkenswert ist ein gemaltes Holzepitaph mit einem Bildnis des 1728 verstorbenen Pastors Wilhelm Francken.
Die Empore trägt im Mittelteil eine weiße Orgel, die 1905 von der Potsdamer Orgelbaufirma Alexander Schuke gebaut wurde.  Sie wurde 1975 und 1982 durch Ulrich Fahlberg restauriert und hat neun Register auf einem Manual und Pedal.